# The Witcher 3: Wild Hunt
The Witcher 3: Wild Hunt és un videojoc de rol d'acció en tercera persona del 2015 desenvolupat i publicat per la companyia polonesa CD Projekt. Es basa en les novel·les Wiedźmin d'Andrzej Sapkowski. És la seqüela del joc del 2011 The Witcher 2: Assassins of Kings i la tercera part de la saga de videojocs The Witcher.
El jugador controla en Geralt de Rivia, un assassí de monstres (coneguts com a witchers, bruixots en anglès) que busca la seva filla adoptiva la qual no deixa de fugir de la cacera infernal, unes forces d'un altre món determinades a capturar-la per obtenir els seus poders. El joc contempla diferents finals alternatius que són determinats segons es prenguin unes decisions o altres en certs punts en concret de la trama.
El desenvolupament va començar el 2011 i va durar tres anys i mig. Van caldre dos anys i mig per gravar tots els diàlegs del joc. El guió té tocs realistes així com una ambigüitat moral per evitar la seva simplicitat, donar autenticitat i reflectir les novel·les de Sapkowski. Les cultures del centre i nord d'Europa formen la base del joc. REDengine 3 va permetre desenvolupar una història complexa sense comprometre el món obert del joc. La música va ser composta per Marcin Przybyłowicz i tocada per l'Orquestra de Frankfurt de l'Oder.
The Witcher 3: Wild Hunt es va posar a la venda per a Microsoft Windows, PlayStation 4 i Xbox One el 19 de març de 2015 i per a Nintendo Switch el 15 d'octubre de 2019. El joc va ser elogiat per la crítica, tant per la seva narrativa com pel disseny del món, els combats i els efectes visuals, tot i que va rebre algunes crítiques negatives per alguns problemes tècnics. Ha rebut diversos premis a millor joc de l'any. Té dues expansions, Hearts of Stone i Blood and Wine. Se n'han venut més de 28 milions de còpies.

## Jugabilitat

Geralt lluitant contra un monstre mentre usa el senyal d'Igni.

The Witcher 3: Wild Hunt és un videojoc de rol d'acció en tercera persona. El jugador controla en Geralt, el qual pot: caminar, corre, rodar per terra, esquivar, i (per primer cop en la saga) saltar, escalar i nedar. Té una gran varietat d'armes com: bombes, una ballesta i dues espases (una d'acer i una de plata). L'espasa d'acer és usada contra els humans mentre que la de plata és emprada per als animals i els monstres.
Hi ha dos tipus de lluites cos a cos, els atacs lleugers que són ràpids però fluixos i els pesants que són lents però forts. El jugador pot bloquejar i contrarestar els atacs dels enemics amb les seves espases. Aquests tenen una durabilitat limitada i s'han de reparar amb regularitat. A més dels atacs físics, en Geralt és capaç de realitzar cinc tipus de màgies diferents anomenades senyals: Aard, Axii, Igni, Yrden i Quen. El senyal d'Aard és una explosió telequinètica, el d'Axii atordeix o manipula la ment dels enemics, l'Igni és un atac de foc, l'Yrden enredereix i debilita el rival i el de Quen és un escut. Aquests senyals consumeixen estamina, motiu pel qual no es poden usar indefinidament. El jugador pot usar mutagens per incrementar les seves habilitats. La salut es pot recuperar o bé meditant (si es juga en el nivell de dificultat més alt, meditar només serveix per fer avançar el temps) o bé amb els consumibles, siguin aliments o pocions. En alguns moments puntuals del joc també es pot controlar la Ciri, la filla adoptiva d'en Geralt qui té l'habilitat de teletransportar-se a distàncies curtes. El joc té una intel·ligència artificial sensible (IA) amb entorns dinàmics avançats. El cicle de dia-nit influeix en alguns monstres; un home-llop per exemple es fa més poderós durant una nit de lluna plena. Cada criatura del joc té els seus punts forts i punts dèbils, llegir les seves característiques en el bestiari dona avantatges en el combat.
Després de matar un enemic es pot saquejar el cadàver per obtenir objectes de valor. Aquests objectes van a l'inventari i poden ser venuts als mercaders o usats per fabricar pocions o bombes.
Es pot visitar ferrers per crear noves armes i armadures. El preu dels objectes varia depenent de l'economia de cada regió. Una de les característiques dels bruixots són els seus sentits sobredesenvolupats que els permeten tenir avantatges en el combat i en el rastreig.
Dins la narrativa es poden trobar rodes de diàleg, que permet al jugador escollir què respondre a un personatge no jugador. Depenen de quines decisions es prenguin al llarg de la història, el joc té un final o altre en la vida dels personatges amb un ventall de 36 possibilitats diferents. Es pot mantenir més d'una relació romàntica amb diferents personatges femenins en el transcurs de la història si es completen certes missions. A més a més de les missions, també es pot obtenir informació del món en llegir els llibres. Es poden obtenir moltes missions secundàries agafant contractes que estan penjats en els taulells d'anuncis. Entre aquestes missions hi ha els contractes de bruixots (tasques pensades pels bruixots que consisteixen en matar monstres), les recerques de tresors que tenen la finalitat de recuperar una arma o armadura i encàrrecs personals que fan els ciutadans de la zona.
Completar aquestes missions dona punts d'experiència. Quan es guanyen suficients punts d'experiència en Geralt puja de nivell i guanya un punt d'habilitat. Aquests punts es poden utilitzar en quatre arbres d'habilitats: combat, senyals, alquímia i general. Les millores de combat milloren els atacs de Geralt i desbloquegen noves tècniques de lluita, les millores de senyals li permeten utilitzar la màgia de manera més eficient, les millores d'alquímia milloren les habilitats de crear pocions i les habilitats generals tenen diverses funcions, des d'augmentar la vitalitat de Geralt fins a augmentar els danys de la ballesta. El món de The Witcher està dividit en diferents regions. En Geralt pot explorar-lo a peu, a cavall i en barca. El cavall, anomenat Roach, es pot fer-lo cridar en qualsevol moment. El jugador pot matar enemics amb l'espasa mentre cavalquen sobre en Roach, però una presència enemiga pot fer-lo espantar i tirar en Geralt a terra. Es poden trobar punts d'interès al llarg del mapa i el jugador rep punts d'experiència després de realitzar curtes missions en aquestes regions. També es poden descobrir nous llocs per obtenir punts d'habilitat. Altres activitats secundàries són: les curses de cavalls, els combats de boxa i les partides de cartes. El joc de cartes posteriorment va esdevenir un joc independent.

### Gwent
Dins del joc hi ha un minijoc molt recurrent que és el de cartes de Gwent. Arreu del món, tant personatges de la trama principal com extres, siguin mercaders o camperols, poden reptar a jugar al Gwent. Si es guanyen aquestes partides s'obtenen diners i cartes addicionals per fer la baralla més forta.
Gwent és un joc per torns entre dos jugadors, on cada partida té tres rondes i es llença una carta per torn. Hi ha quatre tipus de baralles diferents anomenades fraccions on cada una ofereix diferents estils de combat. Al Gwent no hi ha un sistema de mannà i, per tant, es pot llençar qualsevol carta quan es vulgui. Cada una té X punts de victòria i moltes d'elles tenen una habilitat addicional. El jugador que acaba la ronda amb més punts guanya la ronda i el millor de tres rondes la partida.

## Sinopsi

### Ambientació
El joc està situat al continent, un món de fantasia envoltat de dimensions paral·leles i mons extradimensionals. Humans, elfs, nans, monstres i altres criatures conviuen al continent, però sovint els no-humans són perseguits per les seves diferències. El continent es troba atrapat en una guerra entre l'imperi de Nilfgaard —comandat per l'emperador Emhyr var Emreis (Charles Dance), que va envair els regnes del nord — i Redania, governat pel rei Radovid V. Apareixen diverses localitzacions, entre les quals hi ha: la ciutat lliure de Novigrad, la ciutat redanesa d'Oxfurt, la terra de ningú de Velen, la ciutat de Vizima (antiga capital de la recent Temeria), les illes Skellige (seu de diversos clans vikings Norse-Gaels) i el reducte de bruixots de Kaer Morhen.
El personatge principal de The Witcher és Geralt de Rivia (Doug Cockle), un caçador de monstres entrenat des de la seva infantesa en: el combat, el rastreig, l'alquímia i la màgia. Adicionalment, és més fort, més ràpid i resistent gràcies a les toxines dels mutàgens que ha pres. Té l'ajuda de la seva amant, la poderosa bruixa Yennefer de Vengerberg (Denise Gough), el seu antic interès amorós Triss Merigold (Jaimi Barbakoff), el bard Dandelion (John Schwab), el nan guerrer Zoltan Chivay (Alexander Morton), i el mentor d'en Geralt, el buixot Vesemir (William Roberts). Geralt provoca la reaparició de la seva filla adoptiva Ciri (Jo Wyatt). Nascuda amb habilitats màgiques innates (i potencialment vastes); és criada i formada com a bruixa per en Geralt i la Yennefer després de l'aparent mort dels seus pares. La Ciri va desaparèixer anys abans per escapar de la cacera infernal, un grup de guerrers espectrals liderats pel rei elf Eredin, des d'una dimensió paral·lela.

### Argument
En Geralt es retroba amb el seu amor perdut, la Yennefer, a la ciutat de White Orchard. La Yennefer l'explica que l'emperador Emhyr l'ha convocat a la ciutat de Vizima. Un cop allà l'emperador el contracte perquè trobi la Ciri, qui ha estat vista recentment a diferents llocs. La Ciri és filla de l'emperador i l'última hereva d'una antiga nissaga de sang amb el poder de manipular l'espai i el temps. En Geralt va sentir per primera vegada que la Ciri es trobava a Velen, a Crow's Perch, el fort del baró Bloody. El baró es nega a ajudar-lo, però una coneguda d'en Geralt, la bruixa Keira Metz, li diu que un mag elf també l'estava buscant. La Keira dirigeix en Geralt cap als Crones de Crookback Bog: esperits maliciosos i antics que viuen a prop de Velen. Els Crones diuen que van capturar la Ciri per a la cacera salvatge abans que escapés i han esclavitzat l'Anna, la dona desapareguda del baró. En Geralt torna per trobar-se amb el baró que li diu que la Ciri va anar a Novigrad. Allà descobreix que l'Església del Foc Etern, una organització religiosa militar, està depurant mags a Novigrad. Allà es troba amb la seva antiga amant, la Triss Merigold, en Geralt s'assabenta que la Ciri s'havia posat en contacte amb el seu amic Dandelion. En Geralt navega per l'inframón criminal de Novigrad per rescatar Dandelion, i s'assabenta que la Ciri es va teletransportar a l'arxipèlag Skellige. A Novigrad, en Geralt pot ajudar a la Triss a alliberar mags fugitius. Va a Skellige i es reincorpora a la Yennefer, que ha estat investigant una explosió màgica lligada a la Ciri. El rastreig de la Ciri el porta fins a l'illa de Hindarsfjall, que ha estat atacada per la cacera salvatge. En Geralt i la Yennefer s'adonen que Uma, una criatura deforme i maleïda de Crow's Perch, estava present després de la fugida de la Ciri. Abans de sortir de Skellige, en Geralt pot ajudar a determinar qui governarà al país després de la mort del rei. La Yennefer escorre el vincle màgic entre ella i en Geralt, donant-li l'opció d'afirmar o acabar amb la seva relació.
Porten a l'Uma a l'escola de bruixots de Kaer Morhen, on la Yennefer elimina la seva maledicció i el transforma en Avallac'h. Aquest revela que va teletransportar la Ciri a l'illa de les boires per salvar-la de l'atac dels Lofoten. En Geralt viatja a l'illa i troba la Ciri en un estat mortal, fins que és despertada per la màgia d'Avallac'h. La Ciri diu que el món natal d'Eredin (el rei de la cacera salvatge) està sent destruït per la glacera blanca (un poder màgic que ho congela tot) i que vol el seu poder per conquerir el continent. La Ciri i en Geralt es teletransporten a Kaer Morhen. Després d'una breu reunió amb la Yennefer, la Triss i en Vesemir (el seu mentor), la cacera ataca. Vesemir és assassinat mentre protegeix la Ciri; la seva angoixa desencadena el seu poder màgic de forma descontrolada i Eredin i tota la cacera salvatge es retiren. En Geralt, la Triss, la Yennefer, la Ciri i els seus aliats realitzen un funeral per en Vesemir. La Ciri i en Geralt viatgen a Novigrad i ajuden a la Triss i la Yennefer a reformar la Lògia de Bruixes per ajudar en la seva lluita. Aprenen sobre la pedra solar, una relíquia que pot atraure Eredin i lligar-lo a un lloc. A l'illa de Skelligan Undvik, Avallac'h utilitza la pedra solar per atraure la cacera i la seva flota. En Geralt, la Ciri, els seus aliats i la flota nilfgaardiana lluiten contra la cacera i derroten a en Eredin. La glacera blanca comença a congelar aquest món i la Ciri insisteix que ha d'entrar al portal d'on proveeix. Sacrificant-se i acabant d'aquesta manera amb l'amenaça en tots els mons. Finalment entra al portal, derrota la glacera blanca i acaba amb l'amenaça.
El final del joc varia en funció de les decisions preses anteriorment. Si Ciri sobreviu, en Geralt es pot retirar amb la Triss o la Yennefer o seguir sent un bruixot solitari. Si en Geralt ajuda a Nilfgaard a guanyar la guerra i porta la Ciri a conèixer l'emperador, es convertirà en emperadriu; si la Ciri no es troba amb l'emperador, en Geralt falsifica la seva mort i es converteix en una bruixa. Si la Ciri no es torna a veure després de vèncer la glacera blanca, en Geralt assumeix que està morta i es dedica a matar fins a l'últim dels enemics per recuperar el medalló robat de la Ciri. Tanmateix, el destí real de la Ciri és desconegut al final d'aquest joc concret.

## Desenvolupament
Tot i que es tenia pensat començar amb la producció el 2008, la preocupació de CD Projekt Red amb la publicació de Rise of the White Wolf ho va posposar fins al 2011. La companyia es va autofinançar amb un pressupost de 81 milions de dòlars durant tres anys i mig. El projecte va començar amb 150 empleats, però va acabar amb una plantilla de 250. Fins a 1.500 persones es van veure involucrades. Si bé el joc està basat en les novel·les d'en Sapkowski, en el joc només es va veure involucrat en la creació del mapa. Ha estat localitzat en 15 idiomes i han participat fins a 500 actors de veu. El joc es va escriure simultàniament en polonès i anglès per alleujar les dificultats de les localitzacions. Segons Side (la companyia encarregada del càstig i la gravació) el guió consta de 450.000 paraules i intervenen 950 personatges. La gravació es va dur a terme entre finals de 2012 i principis de 2015. CD Projekt Red volia que el joc estigués lliure de qualsevol gestió de drets digitals (DRM) a causa del control infructuós del desenvolupador contra la pirateria amb el seu predecessor, The Witcher 2: Assassins of Kings, el DRM del qual també el va fer funcionar lentament.
The Witcher 3: Wild Hunt va ser creat amb el motor de joc REDengine 3. CD Projeckt Red va dissenyar un videojoc no lineal de rol en un món obert, adaptat per a PlayStation 4 o Xbox One perquè sortís l'octubre de 2014. En una primera reproducció del joc, el món, tot i el contingut i les missions que es van afegir, semblava que estigués buit. Com a solució van introduir els punts d'interès. Aquell mateix desembre van arribar a reportar fins a 5.000 glitchs, quan la seva estrena estava programada pel febrer de l'any següent, com a conseqüència van haver de posposar la seva venda.
Igual que les dues entregues anteriors, el jugador té davant seu una història complexa amb múltiples eleccions i conseqüències. A diferència d'altres jocs, REDengine 3 permet una història complexa sense renunciar al disseny del món virtual. La interfície d'usuari es va fer més intuïtiva amb solucions basades en tessel·les. El sistema de càmeres es va millorar per utilitzar plans llargs per a batalles amb múltiples enemics i primers plans per enfrontaments individuals. Es van utilitzar més animacions per a seqüències de combat que a The Witcher 2, amb una durada inferior a un segon per a una successió ràpida. El director del joc Konrad Tomaszkiewicz i el dissenyador en cap Damien Monnier van dir que Dark Souls i Demon's Souls van influenciar en el sistema de combat de Wild Hunt, mentre que el dissenyador de nivells Miles Tost i el dissenyador de decorats Jonas Mattsson van dir que les sagues The Legend of Zelda i Red Dead Redemption van influenciar en el disseny dels nivells i els decorats.
Mesos abans del llançament, l'economia del joc, les elaboracions i els inventaris estaven incomplets, aparentment no podien complir amb la data límit. El dissenyador en cap de jugabilitat Matthew Steinke va pensar en una solució i va elaborar un diagrama de context de sistema. Steinke va escriure una fórmula basada en la taxa de dany, defensa o curació. Es van utilitzar mínims quadrats polinòmics per determinar la seva eficàcia, es va haver d'eliminar errors del sistema i reduir els temps de càrrega. Es va decidir donar a cada personatge una personalitat única. Les opcions del jugador es van escriure com a moralment ambigües, reflectint la vida real i original de la sèrie The Witcher d'Andrzej Sapkowski. L'alcoholisme i l'abús de la sexualitat, són freqüents en el món medieval i s'han introduït a la història per donar-li més autenticitat. Les àrees del món obert es van basar en: Polònia, Amsterdam i Escandinàvia. Els objectes es van modelar a mà.
Es van descartar algunes línies argumentals com el de la Yennefer empresonant en Geralt o el del mateix Geralt infiltrant-se encobert dins la cacera. La idea era no fer la història excessivament llarga i evitar vendre el joc en dues entregues. El joc de cartes Gwent va estar precedit per altres propostes de minijocs, com ara un de beure, llançament de ganivets o patinatge sobre gel. Es va registrar una represa de la batalla de Grunwald per als sons de batalla, marxa, ferreria i llançaments de fletxes. Els cavallers van fer el doblatge mentre duien casc per aconseguir un so més autèntic. Marcin Przybyłowicz va ser el compositor i director musical del joc, amb música addicional aportada pel grup folk polonès Percival. Segons Przybyłowicz, treballar amb Percival era un repte; esperava un enfocament acadèmic abans de saber que el grup no estava format formalment, ja que bona part de la seva música s'improvisava. El multiinstrumentista Robert Jaworski de la banda de folk Żywiołak va gravar el llaüt, el violí tradicional, la glusa i la viola de roda. La partitura va ser interpretada a Frankfurt de l'Oder per l'Orquestra de Brandenburg, dirigida per Bernd Ruf.

## Llançament
The Witcher 3: Wild Hunt va ser anunciat el 2013, amb la idea de sortir a la venda un any més tard per a PC, PlayStation 4 i Xbox One. La data de llançament es va posposar a partir del tercer trimestre de 2014 al febrer de 2015. Nous problemes van provocar un nou posposament del joc planejat aquest cop el 24 de febrer. CD Projekt va confirmar al mes d'abril que el joc ja estava en procés de fabricació. Finalment, va sortir a la venda a tot el món el 19 de març de 2015. La primera ministra polonesa Ewa Kopacz així com el president Bronisław Komorowski van visitar CD Projekt Red per celebrar el llançament. Warner Bros. Interactive Entertainment va ser l'encarregada de distribuir el joc per Amèrica del Nord mentre que Bandai Namco ho va fer per l'Europa occidental, Austràlia i Nova Zelanda. A més a més de l'edició estàndard, també va sortir a la venda l'edició col·leccionista, la qual inclou un llibre d'artista, una estàtua d'en Geralt lluitant contra un grif i un medalló de The Witcher. A l'E3 del 2019, es va anunciar la venda del joc per a Nintendo Switch. El joc va ser desenvolupat conjuntament amb Saber Interactive, i posat a la venda el 15 d'octubre de 2019. El joc presenta una petita davallada pel que fa a la qualitat dels gràfics deguda la potència de la consola.
El cofundador de CD Projekt Red, Marcin Iwiński, va enumerar tres pilars que considerava integrals per al màrqueting: la qualitat del joc, una «proposta de valor centrada en els jugadors» i la comunicació amb els fans. Per tal d'aconseguir el segon, l'empresa es va comercialitzar com «Skyrim en una salsa de Game of Thrones». També explicava amb detall la baixada visual des de material promocional anterior al producte acabat, que Iwiński va considerar eficaç. El logotip es va tornar a dissenyar per fer menys evident que The Witcher 3: Wild Hunt era una seqüela; el número tres va suggerir una marca o màscara de la garra per a una audiència desconeguda de la sèrie, mentre que els fans la reconeixerien com la marca de la cacera infernal.

### Contingut descarregable
Els desenvolupadors van estudiar en diferents fòrums i pàgines web com Reddit i van concloure que hi havia una forta demanda de contingut descarregable (DLC). Es va llençar fins a 16 DLC de franc, entre ells hi ha uniformes, nous utensilis així com un nova partida +.
CD Projekt Red va anunciar dues expansions Hearts of Stone i Blood and Wine. Hearts of Stone va sortir a la venda el 13 d'octubre de 2015, i Blood and Wine el 31 de març de 2016. Hearts of Stone relata com Geralt entra en contacte amb una misteriosa entitat coneguda com l'home de vidre i un home immortal, Olgierd von Everec. L'expansió va ser aclamada per la crítica, tant per IGN com per GameSpot, i va ser puntuada amb un 9/10. La segona expansió, Blood and Wine, resumeix el viatge de Geralt a Toussaint (un ducat nilfgaardenc que no s'ha vist afectat per la guerra) per localitzar una misteriosa bèstia que terroritza la regió. També va ser aclamat per la crítica, guanyant la categoria de Millor RPG als premis The Game Awards del 2016. El 30 d'agost del 2016 es va publicar una edició anomenada Game of the Year, amb el joc base i les dues expansions.

### Versions futures
El 4 de setembre de 2020, CD Projekt Red va anunciar que estava començant a desenvolupar una versió actualitzada compatible amb PlayStation 5, Xbox Series X i nous models de PC. L'edició de la nova generació del joc compta amb una sèrie de millores i actualitzacions visuals i tècniques. Entre aquestes millores es destaca les velocitats de càrrega. L'actualització està disponible de franc per als propietaris existents de PC, Xbox One i PlayStation 4, o com a compra independent per a Xbox Series X i PlayStation 5.

## Recepció

### Crítica
The Witcher 3: Wild Hunt va rebre «aclamacions universals» per a les versions PC, PlayStation 4 i Xbox One, i «ressenyes generalment favorables» per a la versió de la Switch, segons l'agregador de revisions Metacritic.
Els crítics van acordar que es tracta d'un ambiciós videojoc de rol d'acció a gran escala, però marcat per les dificultats tècniques i la falta d'innovació. GameSpot i Eurogamer van donar al joc la seva màxima qualificació. The Witcher 3: Wild Hunt ha estat considerat un dels videojocs més grans de tots els temps. El món del joc va rebre elogis generalitzats per part de la crítica. Kimberly Wallace de Game Informer va dir que era immersiva i va quedar impressionada per la seva atenció al detall. Chris Carter de Destructoid va elogiar la grandària del mapa, el jugador necessita moltes hores per poder-lo explorar. Jonathon Leack, escriptor a Game Revolution, va elogiar l'ús eficaç del joc en el seu extens món. Leack va escriure que cada regió, missió i activitat estaven pensats per la diversió del jugador, però que tenia molt farciment per allargar la durabilitat. Tom Senior de GamesRadar va elogiar la varietat del món obert, descrivint-la com «una realització emocionant de la fantasia de ronin». Daniel Bloodworth de GameTrailers va elogiar el joc per fomentar l'exploració; moltes missions només estan disponibles un cop es coneixen certs personatges no-jugables en diferents parts del món. Vince Ingenito d'IGN i Shaun Prescott de PC Gamer van quedar impressionats pel paisatge del joc i el seu cicle diürn-nocturn, i Ingenito va dir que destacava l'autenticitat del món del joc.
La seva narrativa també va rebre elogis per part de la crítica. Carter va elogiar el repartiment de personatges, que va anomenar únic i interessant. Va considerar la narrativa més implicada, amb els jugadors que presencien esdeveniments clau i prenen decisions rellevants. Wallace va elogiar el diàleg del joc i les seves missions secundàries; cadascuna era similar a una història curta, i les decisions dels jugadors en les missions influirien en l'estat del món. Li va agradar la recerca principal, que va afegir més caràcter a en Geralt, i va dir que les opcions de romanç eren una millora significativa respecte als seus predecessors. No obstant això, va quedar decebuda amb la qualitat dels finals del joc. Kevin Van Ord de GameSpot es va fer ressò de Wallace i va assenyalar que la història de The Witcher 3 tenia més caracterització per a en Geralt que els jocs anteriors. Va donar la benvinguda al canvi, ja que donava als jugadors connexions emocionals amb els personatges del joc. Senior va gaudir de les missions secundàries, anomenant-les «una recopilació d'històries curtes de fantasia fosca» que eclipsava les principals missions. Ingenito es va decebre amb la història principal, va dir que estava massa encoixinada i que hi havia massa missions avorrides. Shaun Prescott, de PC Gamer, va estar d'acord, va dir que la narració s'hauria sentit malament si el contingut secundari no fos atractiu. Van Ord, Wallace i Brett Phipps, de VideoGamer.com, van elogiar la interpretació per veu, amb Wallace qualificant-la com la millor de la sèrie. Arthur Gies de Polygon va criticar que alguns dels personatges femenins estiguessin excessivament sexualitzats i que no hi hagués persones de color al joc principal.
El sistema del combat va tenir una acollida generalment positiva. Bloodworth va trobar en Geralt més mòbil i àgil amb la nova mecànica de joc. Carter va dir que es va simplificar significativament i que es van eliminar els elements estratègics dels seus predecessors, però va apreciar la seva acció. Wallace va escriure que amb un sistema d'alquímia simplificat, una interfície d'usuari decent i diverses configuracions de dificultat, el combat era més accessible, tot i que no li agradava el sistema de degradació de les armes i el mecànic i poc refinament de tir amb la ballesta. Leack va opinar que el sistema manca de complexitat i va criticar que certs punts estan poc polits: el sistema de bloqueig és poc fiable, problemes de càmera i animacions de combat excessivament llargues. Senior va assenyalar que algunes mecàniques del joc, com ara rodar i esquivar, eren inconsistents i feien que el sistema se sentís injust. Ingenito va elogiar el combat, va descriure la seva fluïdesa com una millora significativa respecte als seus predecessors.
Altres aspectes de joc van rebre crítiques diverses. Van Ord va elogiar el sistema de personalització i actualització del joc (que oferia als jugadors una sensació de progressió), ja que es va endurir a mesura que es desenvolupava la història. Ingenito va remarcar el seu sistema d'actualització de profund i flexible, ja que els jugadors tenen una llibertat considerable a l'hora de personalitzar les habilitats de Geralt. A Leack no li agradava el sistema d'actualització, va dir que era «poc emocionant». Carter es va decebre amb els sentits de bruixots (que trobava repetitius), però Senior els considerava superiors als marcadors objectius, la norma per als jocs de rol. A Prescott no li agradava la interfície d'usuari per la seva maldestria i tediositat. Senior va trobar que el joc de cartes Gwent era un minijoc addictiu.
El joc va ser criticat pels seus problemes tècnics. Carter va considerar que les seves animacions d'escalada eren rígides, va recalcar que alguns errors de joc dificultarien el progrés de la partida. Segons Wallace, els temps de càrrega del joc eren massa llargs. Leack va assenyalar que el joc tenia una rebaixa gràfica i que el joc real no semblava tan bo com la demostració del 2013. Senior, Phipps i Ingenito van parlar sobre problemes de freqüència de fotogrames; tot i que Ingenito pensava que no afectava el joc, Phipps ho va titllar com un problema persistent que va eclipsar molts dels èxits del joc.

### Vendes
Abans no sortís a la venda, més d'1,5 milions de persones van reservar el joc. The Witcher 3: Wild Hunt va debutar al Regne Unit amb un èxit aclaparador i va vendre un 600% més que el seu predecessor The Withcer 2. Va ser el joc més venut de l'any al Regne Unit, l'anterior rècord el tenia Battlefield Hardline. Al Japó també va batre el rècord de vendes amb 67.385 còpies la primera setmana. A escala mundial es van arribar a vendre fins a 4 milions de còpies les dues primeres setmanes.
El juny de 2015, més de 690.000 jugadors van activar el joc a través del GOG Galaxy. El joc va vendre més de 6 milions de copies en les següents sis setmanes, i l'estudi va obtenir uns beneficis de 63,3 milions de dòlars la primera meitat de 2015. El març del 2016, CD Projekt Red va anunciar que havien arribat als 10 milions de còpies venudes. A finals de 2017, la saga va passar dels 33 milions de còpies. El juny de 2019, el número estava per sobre els 40 milions on The Witcher 3 representen més de la meitat de les vendes.
Després del llançament de la primera temporada de la sèrie de televisió The Witcher el desembre de 2019, The Witcher 3: Wild Hunt va tenir un augment del 554% en les vendes aquell mes respecte al desembre de 2018. El desembre de 2019, el joc i les seves expansions Hearts of Stone i Blood and Wine havien venut més de 28 milions d'exemplars a tot el món.

### Premis

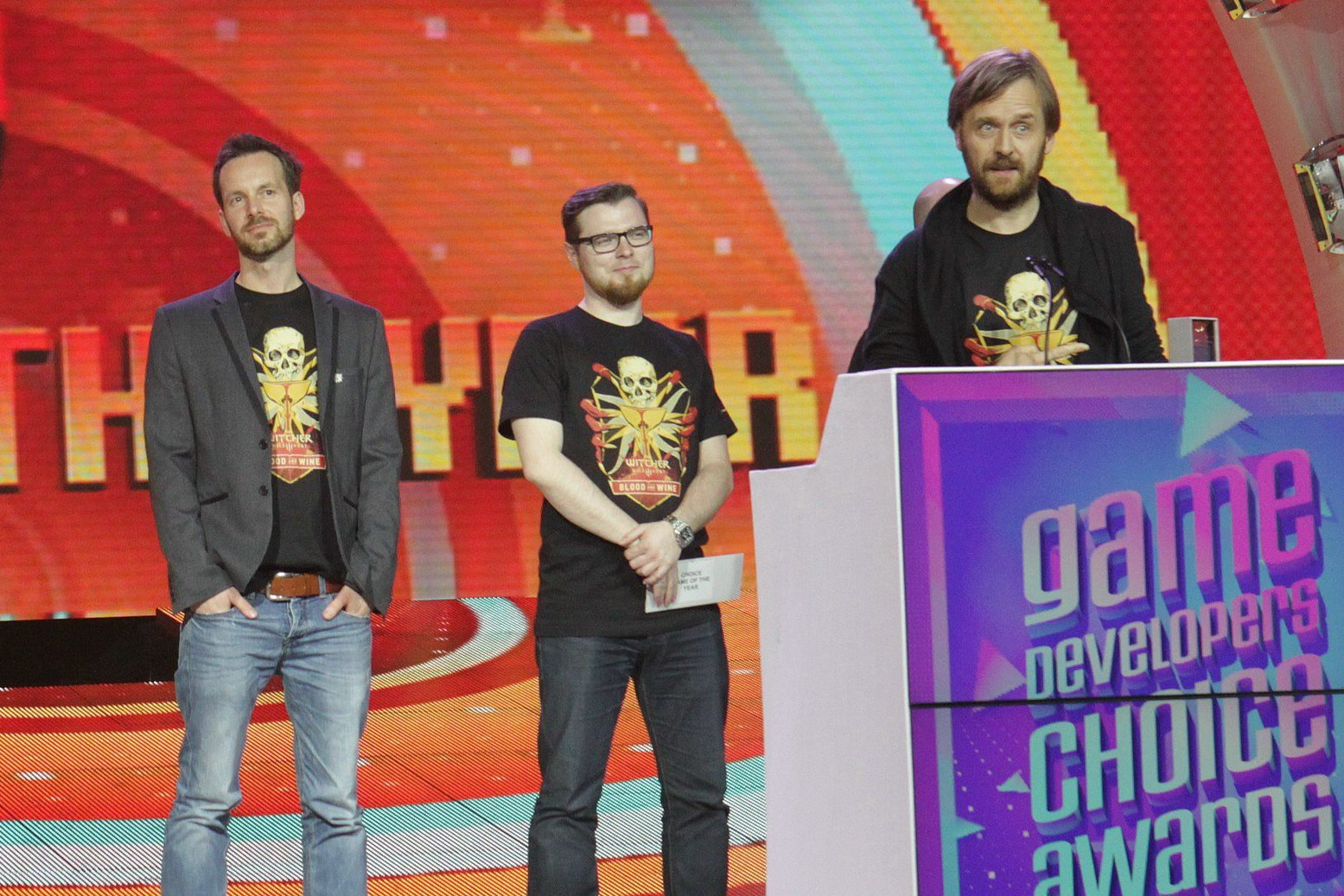
Marcin Iwiński, un dels fundadors de CD Projekt, va ser qui va rebre el premi al millor joc de l'any en els Game Developers Choice Awards de 2016.

The Witcher 3: Wild Hunt va rebre premis de prellançament en l'E3 del 2013 i 2014. Va ser votat com el millor joc de rol als IGN Best de l'E3 Awards el 2013 i el 2014. Va guanyar el People's Choice Award de l'E3 el 2013 i 2014 i el People's Choice Award de la GameSpot del 2014, i el premi al més desitjat en l'edició 31 i 32 dels Golden Joystick Awards. Va ser el joc més esperat als Game Awards del 2014 a Las Vegas. En el moment del seu llançament va rebre més de 250 mencions al joc de l'any. L'agost de 2016 ja va rebre més de 800 premis.
Aquests premis provenen de diversos esdeveniments, entre ells: els Golden Joystick Awards, els The Game Awards, els D.I.C.E. Awards, els Game Developers Choice Awards, els SXSW Gaming Awards i els National Academy of Video Game Trade Reviewers (NAVGTR) awards. The Witcher 3 va ser reconegut com a joc de l'any per IGN, GameSpot, Game Informer i altres publicacions de jocs. El joc ha rebut el Golden Joystick Award a la millor història, el millor disseny visual i el millor moment de joc, i els The Game Awards al millor joc de rol i estudi de l'any per al CD Projekt Red.
| Data | Premi                           | Categoria                                       | Receptor                                          | Resultat  | Ref.    |
| ---- | ------------------------------- | ----------------------------------------------- | ------------------------------------------------- | --------- | ------- |
| 2013 | Golden Joystick Awards          | Més buscat                                      | The Witcher 3: Wild Hunt                          | Guanyador | [ 146 ] |
| 2014 | Golden Joystick Awards          | Més buscat                                      | The Witcher 3: Wild Hunt                          | Guanyador | [ 147 ] |
| 2014 | The Game Awards                 | El joc més esperat                              | The Witcher 3: Wild Hunt                          | Guanyador | [ 148 ] |
| 2015 | Golden Joystick Awards          | Joc de l'any                                    | The Witcher 3: Wild Hunt                          | Guanyador | [ 149 ] |
| 2015 | Golden Joystick Awards          | Millor moment del joc                           | The Witcher 3: Wild Hunt                          | Guanyador | [ 149 ] |
| 2015 | Golden Joystick Awards          | Millor història                                 | The Witcher 3: Wild Hunt                          | Guanyador | [ 149 ] |
| 2015 | Golden Joystick Awards          | Millor disseny visual                           | The Witcher 3: Wild Hunt                          | Guanyador | [ 149 ] |
| 2015 | The Game Awards                 | Joc de l'any                                    | The Witcher 3: Wild Hunt                          | Guanyador | [ 150 ] |
| 2015 | The Game Awards                 | Millor RPG                                      | The Witcher 3: Wild Hunt                          | Guanyador | [ 150 ] |
| 2015 | The Game Awards                 | Millor narrativa                                | Marcin Blacha i Borys Pugacz-Muraszkiewicz        | Nominat   | [ 151 ] |
| 2015 | The Game Awards                 | Millor banda sonora                             | Marcin Przybyłowicz, Mikolai Stroinski i Percival | Nominat   | [ 151 ] |
| 2015 | The Game Awards                 | Millor actuació                                 | Doug Cockle com a Geralt                          | Nominat   | [ 151 ] |
| 2015 | The Game Awards                 | Millor direcció artística                       | The Witcher 3: Wild Hunt                          | Nominat   | [ 151 ] |
| 2016 | Writers Guild of America Awards | Assoliment destacat en la redacció de videojocs | The Witcher 3: Wild Hunt                          | Nominat   | [ 152 ] |
| 2016 | D.I.C.E. Awards                 | Joc de l'any                                    | The Witcher 3: Wild Hunt                          | Nominat   | [ 153 ] |
| 2016 | D.I.C.E. Awards                 | Joc de rol/multijugador massiu                  | The Witcher 3: Wild Hunt                          | Nominat   | [ 153 ] |
| 2016 | D.I.C.E. Awards                 | Assoliment destacat en la direcció              | The Witcher 3: Wild Hunt                          | Nominat   | [ 153 ] |
| 2016 | D.I.C.E. Awards                 | Assoliment destacat en els personatges          | Geralt de Rivia (The Witcher 3: Wild Hunt)        | Nominat   | [ 153 ] |
| 2016 | D.I.C.E. Awards                 | Assoliment destacat en la banda sonora          | The Witcher 3: Wild Hunt                          | Nominat   | [ 153 ] |
| 2016 | D.I.C.E. Awards                 | Assoliment destacat en la història              | The Witcher 3: Wild Hunt                          | Guanyador | [ 153 ] |
| 2016 | D.I.C.E. Awards                 | Assoliment tècnic destacat                      | The Witcher 3: Wild Hunt                          | Guanyador | [ 153 ] |
| 2016 | D.I.C.E. Awards                 | Assoliment destacat en el disseny del joc       | The Witcher 3: Wild Hunt                          | Guanyador | [ 153 ] |
| 2016 | Game Developers Choice Awards   | Joc de l'any                                    | The Witcher 3: Wild Hunt                          | Guanyador | [ 154 ] |
| 2016 | Game Developers Choice Awards   | Millor tecnologia                               | The Witcher 3: Wild Hunt                          | Guanyador | [ 154 ] |
| 2016 | SXSW Gaming Awards              | Joc de l'any                                    | The Witcher 3: Wild Hunt                          | Guanyador | [ 155 ] |
| 2016 | SXSW Gaming Awards              | Excel·lència en la jugabilitat                  | The Witcher 3: Wild Hunt                          | Nominat   | [ 155 ] |
| 2016 | SXSW Gaming Awards              | Excel·lència en l'art                           | The Witcher 3: Wild Hunt                          | Nominat   | [ 155 ] |
| 2016 | SXSW Gaming Awards              | Excel·lència en la realització tècnica          | The Witcher 3: Wild Hunt                          | Guanyador | [ 155 ] |
| 2016 | SXSW Gaming Awards              | Excel·lència en la realització visual           | The Witcher 3: Wild Hunt                          | Guanyador | [ 155 ] |
| 2016 | SXSW Gaming Awards              | Excel·lència en la narrativa                    | The Witcher 3: Wild Hunt                          | Guanyador | [ 155 ] |
| 2016 | SXSW Gaming Awards              | Excel·lència en la banda sonora                 | The Witcher 3: Wild Hunt                          | Nominat   | [ 155 ] |
| 2016 | SXSW Gaming Awards              | Personatge més perdurable                       | Geralt (The Witcher 3: Wild Hunt)                 | Nominat   | [ 155 ] |
| 2016 | British Academy Games Awards    | Assoliment Artístic                             | The Witcher 3: Wild Hunt                          | Nominat   | [ 156 ] |
| 2016 | British Academy Games Awards    | Assoliment en l'àudio                           | The Witcher 3: Wild Hunt                          | Nominat   | [ 156 ] |
| 2016 | British Academy Games Awards    | Joc de l'any                                    | The Witcher 3: Wild Hunt                          | Nominat   | [ 156 ] |
| 2016 | British Academy Games Awards    | Disseny del joc                                 | The Witcher 3: Wild Hunt                          | Nominat   | [ 156 ] |
| 2016 | British Academy Games Awards    | Actuació                                        | Doug Cockle com a Geralt de Rivia                 | Nominat   | [ 156 ] |
| 2016 | British Academy Games Awards    | Joc persistent                                  | The Witcher 3: Wild Hunt                          | Nominat   | [ 156 ] |
| 2016 | British Academy Games Awards    | Història                                        | The Witcher 3: Wild Hunt                          | Nominat   | [ 156 ] |